# El Trece Internacional
El Trece Internacional (estilizado comercialmente como eltrece Internacional) es un canal de televisión por suscripción internacional de origen argentino. Es la señal internacional de la cadena Eltrece de Buenos Aires, una de las principales emisoras de la televisión argentina, con disponibilidad para la televisión por suscripción de América y Europa.

## Historia
La señal fue lanzada el 6 de abril de 2009. Desde sus comienzos, emite la programación de la señal nacional de El Trece en directo, pero reemplazando los programas extranjeros con telenovelas argentinas de años anteriores, programas de archivo y películas argentinas.
En 2014, eltrece Internacional lanza su versión en HD.
Desde 2015, el canal emite en las pausas continuidades mostrando distintos paisajes de Argentina, llamadas "Argentina Mía".
En febrero de 2018, Eltrece Internacional es incorporado en la grilla de Flow Uruguay.